# حسن عبد الرحمن (لاعب كرة قدم)
حسن عبد الرحمن (مواليد 11 فبراير 1989) لاعب كرة قدم إماراتي يجيد اللعب في الوسط.
كانت بداياته مع نادي دبي وانتقل إلى الأهلي عام 2015 و عاد إلى نادي دبي عام 2016 و وقع مع نادي الإمارات عام 2017 و انتقل إلى نادي عجمان في عام 2018 و لعب بعدها مع نادي حتا .

## روابط خارجية
- حسن عبد الرحمن على موقع قاعدة بيانات كرة القدم.إي يو (الإنجليزية)
- حسن عبد الرحمن على موقع Soccerway.com (الإنجليزية)